# Мартін Крпан

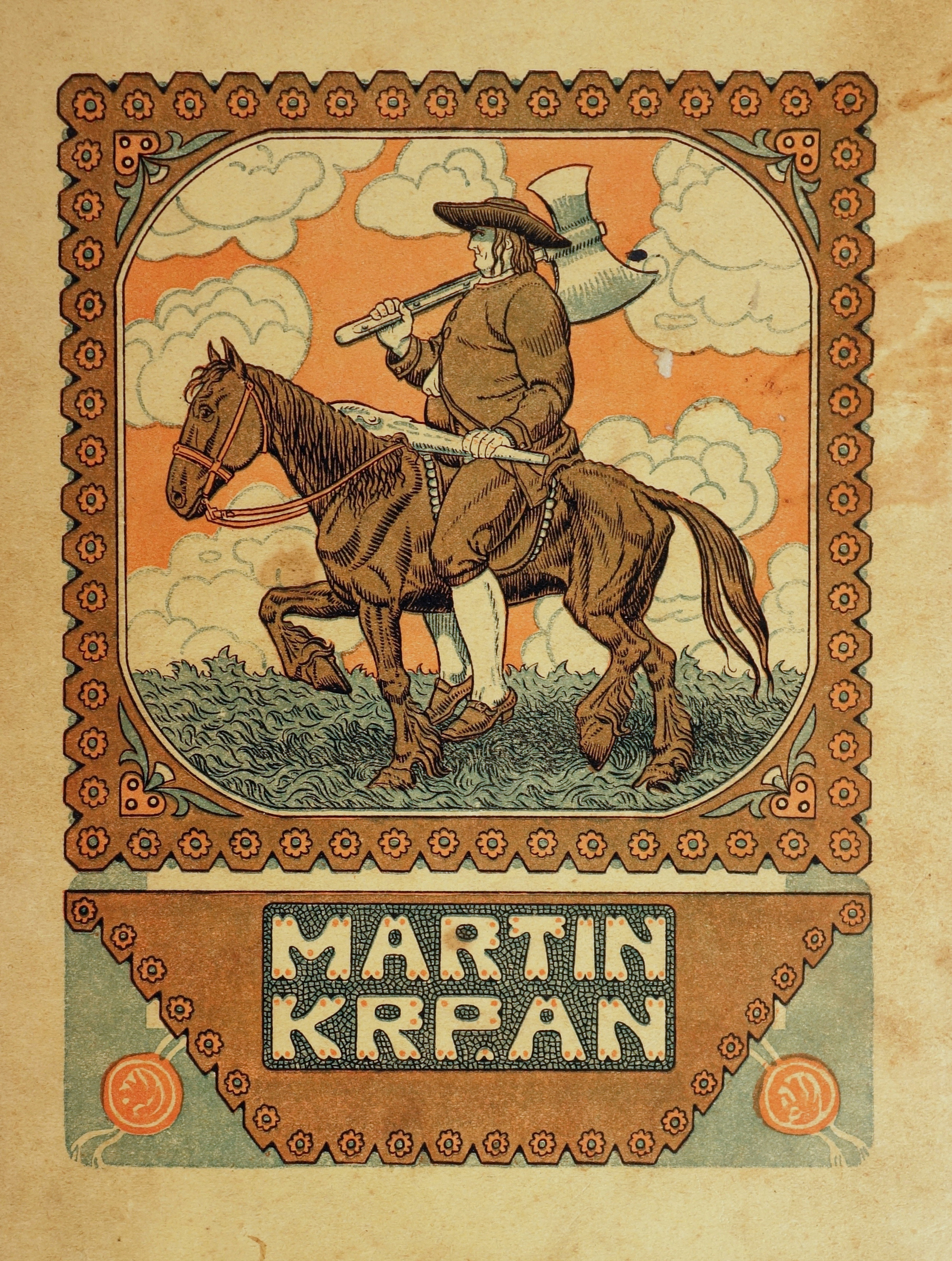
Мартін Крпан, ілюстрація Хінко Смрекар на обкладинці книжкового видання 1917 року

Мартін Крпан (словен. Martin Krpan) — вигаданий персонаж, створений на основі внутрішньокрайніанської усної традиції  словенським письменником XIX століття Франом Левстіком у новелі Мартін Крпан з Врха (словен. Martin Krpan z Vrha). Опублікована в 1858 році в літературному журналі «Slovenski glasnik», популярність повісті призвела до того, що вона стала частиною словенського фольклору та зробила головного героя народним героєм.

## Історія
Словенський підданий імперії Габсбургів і один з найсильніших людей у ньому, Мартін Крпан родом з вигаданого села у Внутрішній Крайні, на вершині пагорба біля Святої Трійці (Vrh pri Sveti Trojici). Контрабандист за професією, він заробляє на життя незаконним перевезенням англійської солі (пороху).  За допомогою своєї відданої корінної кобили вони несуть порох з узбережжя Адріатичного моря до словенських земель та інших місць у Внутрішній Австрії. В одній зі своїх подорожей Крпан зустрічає імператорську карету на засніженій дорозі і прокладає для неї шлях, піднімаючи свого навантаженого коня і відводячи його вбік. Його надзвичайну силу відзначає імператор Іоанн (Цезар Янез). Кілька років потому імператор викликає Крпана до Відня, щоб воювати як остання надія Імперії проти Брдауса (словен.: Brdavs), жорстокого воїна, який розбив табір за межами імперської столиці і кинув виклик всім бажаючим, і вже вбив більшу частину лицарів міста, в тому числі принца-спадкоємця. Неохоче Крпан приймає виклик, скандалізуючи суд своєю необережністю, чесністю та манерою до того, як перемогти грубих у поєдинку, використовуючи як свою силу, так і свою винахідливість. На подяку імператор дає йому спеціальний дозвіл на легальний обіг англійської солі, а також мішечок із золотими шматками, а також дозвіл одружитися з дочкою.

## Ілюстрації
Історія Мартіна Крпана, викладена Левстіком в його епічному оповіданні, була вперше проілюстрована в 1917 році Хінком Смрекаром. Сьогодні ілюстрації Смрекара в основному відомі із зображень на гральних картах таро.
У 1954 році художник-експресіоніст Тоне Краль створив серію великих кольорових ілюстрацій історії на всю сторінку. Його книжка-картинка, перевидана тринадцять разів, зараз є найбільш впізнаваним образом Мартіна Крпана .
Крпана часто зображують, несучи кобилу, посилання на це в знаковій сцені з історії, коли він пересуває коня, щоб звільнити місце для імператорської карети.

## Переклади
- англ. Martin Krpan, 2014 ISBN 86-11-16762-7
  - Martin Krpan (picture book), 2017 ISBN 978-86-11-16762-6
- есперанто: Martin Krpan z Vrha, 1954 COBISS 1305908
- хорв.: Martin Krpan, 1986 COBISS 6132537
- італ.: Martin Krpan, 1983 COBISS 6129721
- угорс.: Martin Krpan, 1963 COBISS 1857764
- макед.: Martin Krpan, 1965  COBISS 1702771
- нім.: Martín Krpán, 2004 ISBN 961-6512-26-9
- рос.: Martin Krpan : slovenskaja narodnaja povest, 2011 ISBN 978-961-6803-21-2
- словац.: Martin Krpan z Vrhcu, 1950 COBISS 3477363
- серб.: Martin Krpan, 1962 COBISS 13140025
- біл.. Marcin Krpan, 1982 COBISS 29470976
- швед.: Martin Krpan från Vrh, 2004 ISBN 91-975443-0-2
- багатомовність: Martin Krpan, 2015 ISBN 978-961-281-480-9